# The Rite of Strings
The Rite of Strings è un album in studio collaborativo del chitarrista Al Di Meola, del contrabbassista Stanley Clarke e del violinista Jean-Luc Ponty, pubblicato nel 1995.
Il titolo del disco parodia The Rite of Spring, è la traduzione in inglese de Le Sacre du Printemps il balletto con le musiche di Igor Stravinsky.

## Tracce
1. Indigo (Al Di Meola ) – 7:15
2. Renaissance (Jean-Luc Ponty) – 4:33
3. Song to John (Stanley Clarke / Chick Corea) – 6:00
4. Chilean Pipe Song (Al Di Meola) – 6:12
5. Topanga (Stanley Clarke) – 5:50
6. Morocco (Al Di Meola) – 5:45
7. Change of Life (Jean-Luc Ponty) – 5:30
8. La Cancion De Sofia (Stanley Clarke) – 8:30
9. Memory Canyon (Jean-Luc Ponty) – 6:00